# César Jiménez
Pour les articles homonymes, voir Jiménez.
Pour le joueur de baseball, voir César Jiménez (baseball).
César Jiménez, né le 19 avril 1984 à Fuenlabrada (Espagne, province de Madrid), est un matador espagnol.

## Présentation
Il toréa son premier novillo le 17 août 1998. En 2000, il toréa à 45 reprises au cours de novilladas ou festivals et coupa 72 oreilles et 4 queues.
Le 4 février 2001, il combattit lors de sa première novillada piquée et obtint une oreille. Il termina l'année avec un total de 46 novilladas, 60 oreilles et 3 queues.
Le 9 mai 2002, il prît son alternative à Nîmes lors de laquelle il coupa une oreille à son premier et deux autres à son second toro. Cette même année, il toréa 39 corridas en Espagne et glana 72 oreilles et une queue.
En toréant 96 et 106 corridas, respectivement en 2003 et 2004, il s'installa deux années de suite en tête de l’escalafón.
Aidé par un physique gracieux, César Jiménez est un torero élégant et sobre qui propose un toreo temple et fluide.

### Carrière
jalons
- Débuts en novillada avec picadors : Madrid (plaza de Vistalegre) le 4 février 2001 aux côtés de Leandro Marcos et Iván García. Novillos de la ganadería de Victoriano del Río.
- Présentation à Madrid, plaza de Las Ventas : 28 avril 2002 en solitaire. Novillos de la ganadería de Fuente Ymbro.
- Alternative : Nîmes (France, département du Gard) le 9 mai 2002. Parrain, Paco Ojeda ; témoin, « El Juli ». Taureaux de la ganadería de Torrealta.
- Confirmation d’alternative à Madrid : 15 mai 2005. Parrain, El Juli ; témoin, Matías Tejela. Taureaux de la ganadería de José Miguel Arroyo Delgado.
- Confirmation d’alternative à Mexico : 5 novembre 2006. Parrain, « El Zotoluco » ; témoin, José Luis Angelino. Taureaux de la ganadería de Marrón.
- Confirmation d’alternative à Bogota (Colombie) : 8 décembre 2006. Parrain, Enrique Ponce ; témoin, « Ramsés ». Taureaux de la ganadería de El Paraíso.

Temporada
- Premier de l’escalafón en 2003 et 2004.
- Saison 2004 : 106 corridas - 162 oreilles - 7 queues
- Saison 2007 : 51 corridas - 78 oreilles - 3 queues
- Saison 2008 : 73 corridas - 123 oreilles - 3 queues
- Saison 2009 : 33 corridas - 38 oreilles - 1 queue[4]